# سوجئونگ-گو
سوجئونگ-گو (به لاتین: Sujeong-gu) یک منطقهٔ مسکونی در کره جنوبی است که در سئونگنام واقع شده‌است.